# Bible de Frédéric de Montefeltro
La Bible de Frédéric de Montefeltro ou Bibbia Urbinate est un manuscrit enluminé  contenant le texte de la Vulgate. Il a été réalisé à Florence de 1476 à 1478 sur commission de Frédéric III de Montefeltro. Il est actuellement conservé à la Bibliothèque apostolique vaticane (Urb.Lat.1 et 2)

## Historique
La bible est commandée par Frédéric III de Montefeltro, Condottiere et duc d'Urbino par l'intermédiaire de son libraire florentin, Vespasiano da Bisticci. Celui-ci fait appel au copiste Hugues Commineau de Mézières (Ugo de Comminelli) pour rédiger un texte de la Vulgate. Pour les miniatures, il fait appel à Francesco d'Antonio del Chierico, aidé de plusieurs autres artistes. L'ouvrage est achevé dans le temps record de deux années, en 1478.
En 1657, l'ensemble de la bibliothèque des ducs d'Urbino est intégrée à la Bibliothèque apostolique vaticane. 

## Description

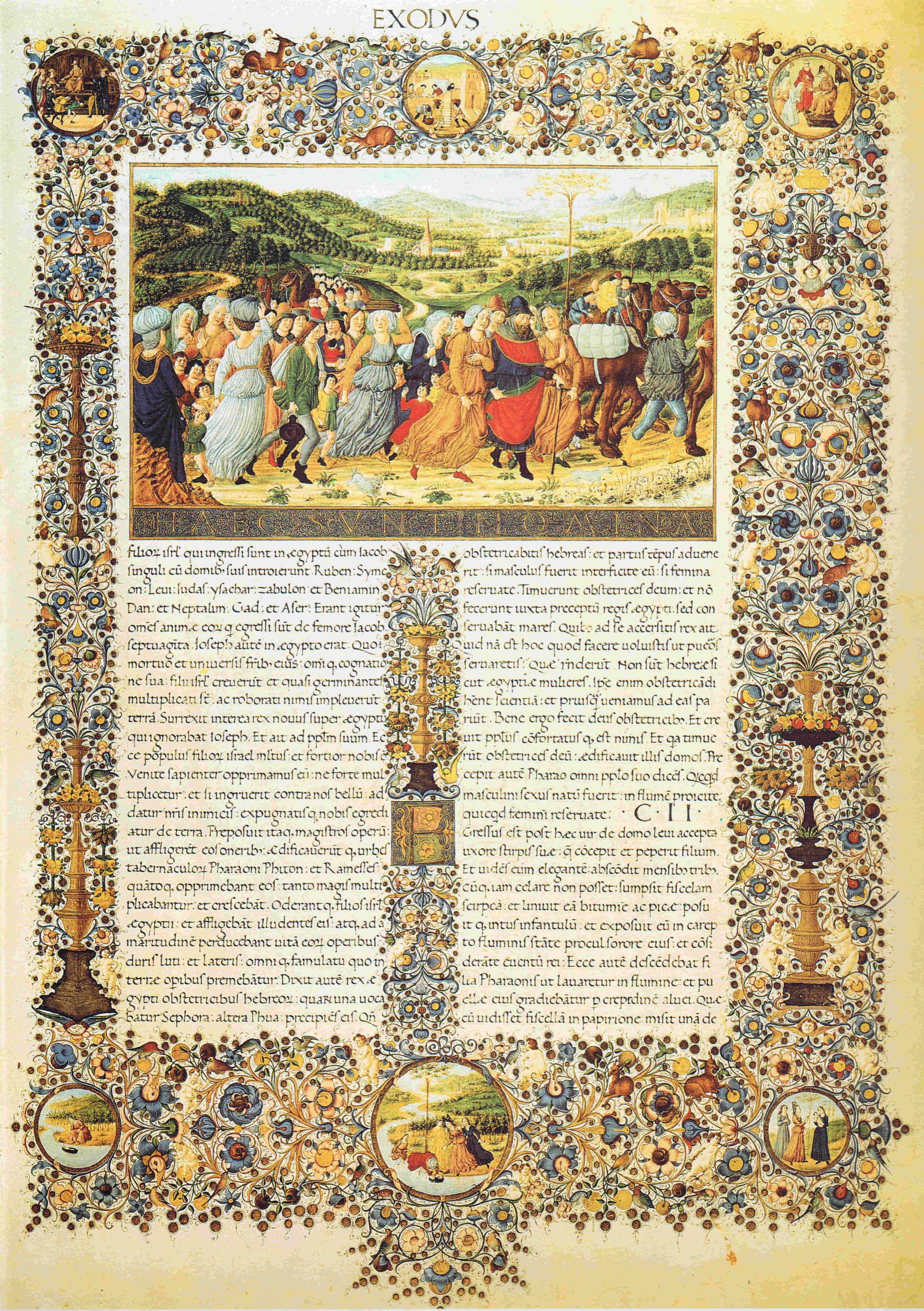
Première page du livre de l'Exode : l'entrée des Juifs en Égypte, f.27r.

Le manuscrit, de grandes dimensions, contient un texte de la Vulgate relié en 2 tomes de 482 et 622 pages chacun. Il était destiné à être exposé plutôt qu'à une consultation quotidienne. Les deux volumes sont décorés de 35 miniatures situées en tête de chaque livre, illustrant une scène du premier chapitre du livre et formant de petits tableaux autonomes. Chaque miniature est entourée d'une décoration de marge fleurie et comportant des médaillons historiés complétant l'illustration du texte. 
Les mains de plusieurs artistes ont été distinguées parmi les contributeurs des miniatures, en plus de Francesco d'Antonio del Chierico : Attavante degli Attavanti, Davide Ghirlandaio, Domenico Ghirlandaio, Francesco Rosselli, Biagio di Antonio Tucci, Bartolomeo di Giovanni et le Maître du Xénophon Hamilton. Ces artistes sont connus pour avoir peint par ailleurs des fresques et des panneaux sur bois.
Francesco Rosselli est l'auteur de la page de frontispice, qui contient les premiers mots de la lettre de saint Jérôme à saint Paulin, écrits en lettres d'or capitales. Les bordures sont décorées de rinceaux et de candélabres, ainsi que de deux médaillons représentant Frédéric de Montefeltro et sa femme Battista Sforza dans des portraits idéalisés.